# Brasil Paralelo
A Brasil Paralelo Entretenimento e Educação S/A, mais conhecida por seu nome fantasia Brasil Paralelo, é uma empresa brasileira fundada em agosto de 2016, em Porto Alegre, que produz vídeos e documentários sobre política e história, baseando-se e utilizando um viés de extrema-direita e conservador.
Surgiu no contexto da onda conservadora no Brasil na década de 2010. A produtora se coloca como uma "conexão com uma realidade paralela" e visa produzir conteúdos que divergem das visões predominantes  entre intelectuais e jornalistas brasileiros. Segundo a produtora, estas visões são majoritariamente influenciadas pela esquerda. Suas produções apresentam conteúdos que defendem valores da direita política, do cristianismo e de teorias conspiratórias.
Jornalistas e historiadores definiram a empresa como próxima ao governo Bolsonaro, e suas produções foram classificadas como tendo um viés político ligado à extrema-direita conservadora, bem como alinhadas às ideias de personalidades brasileiras de tal espectro, como Olavo de Carvalho, Jair Bolsonaro e Ernesto Araújo. A empresa enfrenta críticas por distorcer fatos relacionados à história do Brasil e de Portugal.
Em 9 de dezembro de 2019, a série Brasil: A Última Cruzada passou a ser exibida na TV Escola, canal de televisão estatal brasileiro vinculado ao Ministério da Educação. Esta exibição gerou controvérsia, sendo repudiada pela regional São Paulo da Associação Nacional de História. A associação descreveu o material como "propaganda ideológica de um grupo extremista", alegando que continha "versões mentirosas e negacionistas da história". Por sua vez, a produtora afirma que seus conteúdos são despidos de qualquer ideologia política e rechaça as críticas de acadêmicos e jornalistas, e as citadas no verbete sobre a empresa na Wikipédia, e já fez ameaças judiciais a acadêmicos que publicaram avaliações negativas sobre a empresa.
Em abril de 2021, segundo levantamento da agência Aos Fatos, Brasil Paralelo era o segundo maior canal bolsonarista no Telegram, com oitenta mil inscritos, perdendo apenas para o perfil de Allan dos Santos, do Terça Livre. Conforme ranking do Facebook, a Brasil Paralelo é a empresa brasileira que mais investe em propaganda política naquela plataforma.

## Histórico

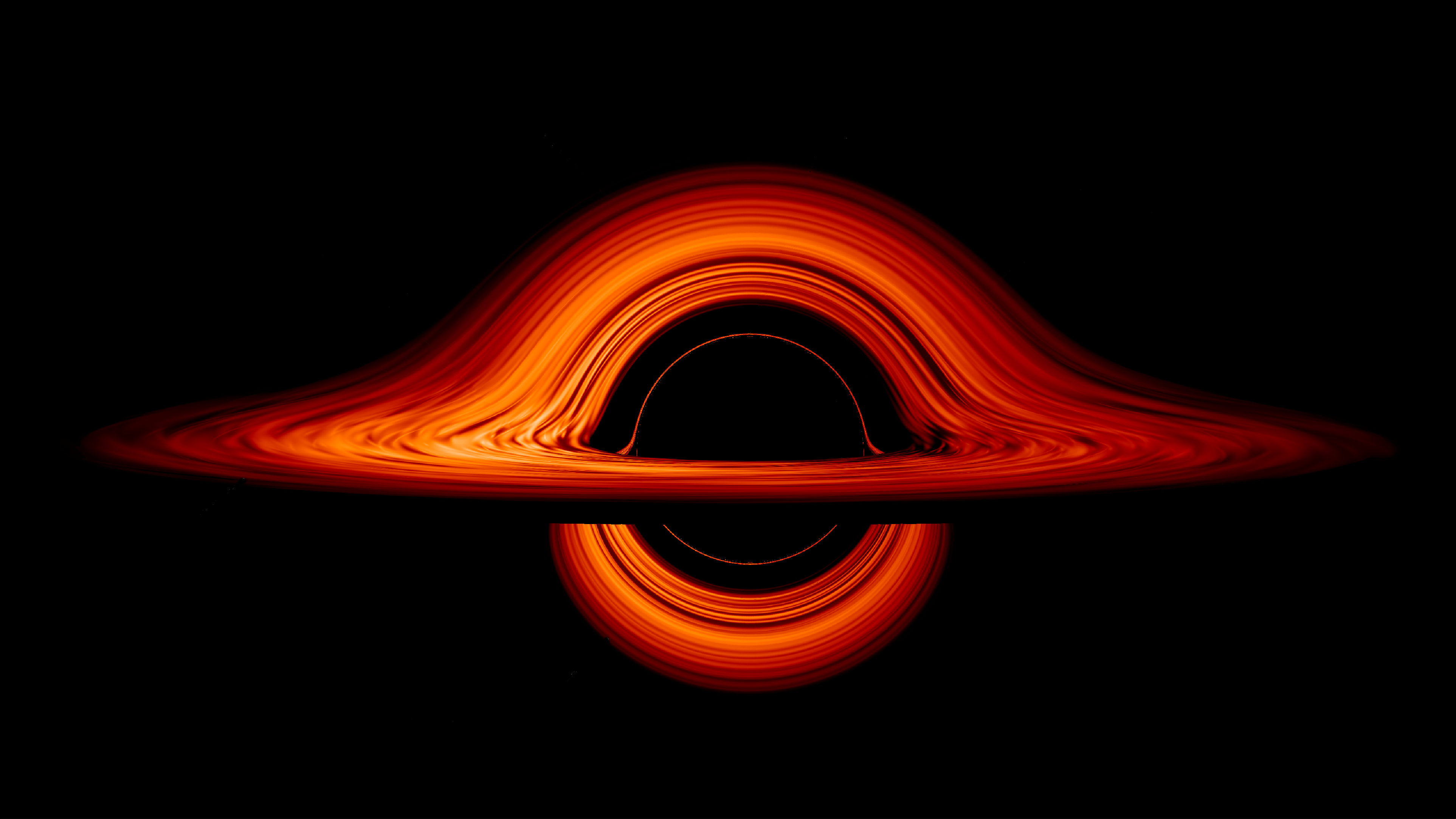
O logotipo da empresa se assemelha à imagem de um disco de acreção de um buraco negro

A empresa foi fundada em Porto Alegre em 2016 por Lucas Ferrugem, Henrique Viana e Filipe Valerim, ex-alunos da Escola Superior de Propaganda e Marketing durante um período caracterizado pela crescente influência do conservadorismo no Brasil. Filipe Valerim afirmou que a empresa surgiu por meio de "um grupo de jovens empreendedores, hoje sócios do projeto, que entendiam que o país estava passando por um momento novo. Diante do cenário político de 2014, com a reeleição de Dilma Rousseff, um despertar de consciência política ganhava cada vez mais força a partir do sentimento de revolta da maioria da população".
Inicialmente, a equipe considerou nomes como Brado, uma palavra do Hino Nacional Brasileiro, e Paralelo 15, referência ao paralelo geográfico que atravessa Brasília. O nome Brasil Paralelo foi inspirado no filme Interstellar (2014), apreciado pelos sócios. Segundo eles, o "nome é uma referência a uma forma de agir, totalmente independente do Estado. Afinal, duas retas paralelas nunca se encontram." O logotipo da empresa, um buraco negro, remete à ideia "de conexão com uma realidade paralela", pois segundo a empresa ela se propõe a produzir conteúdo dissonante das perspectivas de mundo mainstream entre intelectuais e jornalistas brasileiros, as quais ela considera dominadas pela esquerda. O logotipo também foi inspirado no filme Interstellar.
Segundo a Brasil Paralelo suas produções são feita de forma independente, apartidária, isenta e com base em um grande acervo informativo analisado por especialistas. Segundo a empresa, todos os recursos provêm da venda de assinaturas, que permitem acesso a conteúdo adicional. O jornal Le Monde Diplomatique Brasil, no entanto, argumenta que, desde sua origem, a produtora esteve ligada a uma série de privilégios na cobertura de personalidades políticas pouco acessíveis a pessoas comuns, além de se beneficiar da facilitação em captar recursos da Agência Nacional de Cinema (Ancine) para a produção de um documentário sobre a eleição de Jair Bolsonaro. Em nota publicada em 15 de fevereiro de 2021 criticando o verbete na Wikipédia em português sobre a empresa, a Brasil Paralelo explicou que "no próprio Le Monde, pode-se encontrar a informação de que Josias Teófilo, de outra empresa, é o responsável pelo dinheiro e pelo filme, e não a Brasil Paralelo."
Em fevereiro de 2017, para o sexto episódio da série de filmes documentários, a empresa colheu 88 depoimentos com formadores de opinião da direita para lançar um filme sobre o impeachment de Dilma Rousseff, como contraponto à versão homônima produzida com apoio do Partido dos Trabalhadores (PT), focado na narrativa de que o impeachment teria sido um golpe de Estado. O título do episódio sexto foi Impeachment - Do apogeu à queda, cujo lançamento oficial ocorreu em 21 de março de 2017 em São Paulo e Porto Alegre. Na capital paulista, a estreia se deu no Cinemark Metrô Santa Cruz, seguido de um debate ao vivo com Henrique Viana, Ícaro de Carvalho, Luiz Philippe de Orléans e Bragança, Hélio Coutinho Beltrão e Joice Hasselmann. Na capital gaúcha, a estreia ocorreu no Cinemark Barra Shopping Sul e, após a exibição, houve debate com Lucas Ferrugem, Felipe Moura Brasil, Guilherme Macalossi e Diego Casagrande. No dia seguinte foi realizado o seminário "O que esperar de 2017", na Assembleia Legislativa do Rio Grande do Sul, com a presença do jornalista e arquiteto Percival Puggina, do diplomata Paulo Roberto de Almeida e do deputado Marcel van Hattem, no qual foram debatidos as atividades da Brasil Paralelo.
Em abril de 2017, a empresa participou da trigésima edição do Fórum da Liberdade. O evento é promovido pelo Instituto de Estudos Empresariais (IEE) e aconteceu no Centro de Eventos da PUC/RS com palestras de João Doria Jr., Pedro Malan, Eduardo Giannetti, Luiz Felipe Pondé, dentre outros. Nesse evento, os representantes da Brasil Paralelo expuseram, no salão Unconference, o trabalho da entidade na produção de conteúdo e como alternativa de mídia independente.
No início de 2017, a produtora contava com mais de cinco mil assinantes. Em apenas seis meses de existência, a empresa faturou mais de 1,5 milhão de reais, conforme noticiado no jornal O Estado de S. Paulo, dado que foi contestado por seus fundadores. A empresa declara que seu faturamento tem origem na venda de cursos e conteúdos exclusivos a assinantes e na monetização dos vídeos enviados ao YouTube; ao mesmo tempo, afirmou que seus documentários são gratuitos. Em setembro de 2020, informou que essa última fonte de renda não estava mais em funcionamento, tendo todo seu faturamento na venda de cursos e conteúdos a assinantes.
Em 28 de setembro de 2019, a empresa assinou contrato com a TV Escola, canal de televisão estatal vinculado ao Ministério da Educação. Com validade de três anos, o contrato autorizou a cessão gratuita e não exclusiva pela empresa dos direitos de exibição de uma de suas séries para o canal. Assim, em 9 de dezembro de 2019, a série Brasil, a Última Cruzada começou a ser exibida na TV Escola. A exibição foi criticada em nota de repúdio emitida pela regional São Paulo da Associação Nacional de História (ANPUH-SP) que classificou o material como "uma peça de propaganda ideológica de um grupo extremista", contendo "versões mentirosas e negacionistas da história", sem amparo na historiografia nacional e internacional.
Segundo levantamento da agência Aos Fatos publicado em 4 de fevereiro de 2021, a Brasil Paralelo é o segundo maior canal bolsonarista no Telegram, com oitenta mil inscritos, perdendo apenas para o perfil de Allan dos Santos, do Terça Livre. O canal, no entanto, foi o único dos vinte estudados que apresentou no mês de janeiro daquele ano redução no número de visualizações e de mensagens publicadas.
Entre os dias 18 e 24 de maio de 2021, a Brasil Paralelo gastou 104,4 mil em propaganda no Facebook e no Instagram. Desde 2020 até esta data, foram mais de 3,3 milhões de reais investidos em marketing, que a própria empresa classifica como político, no Facebook. Somados, os anúncios chegam a mais de 24 mil.

## Produção

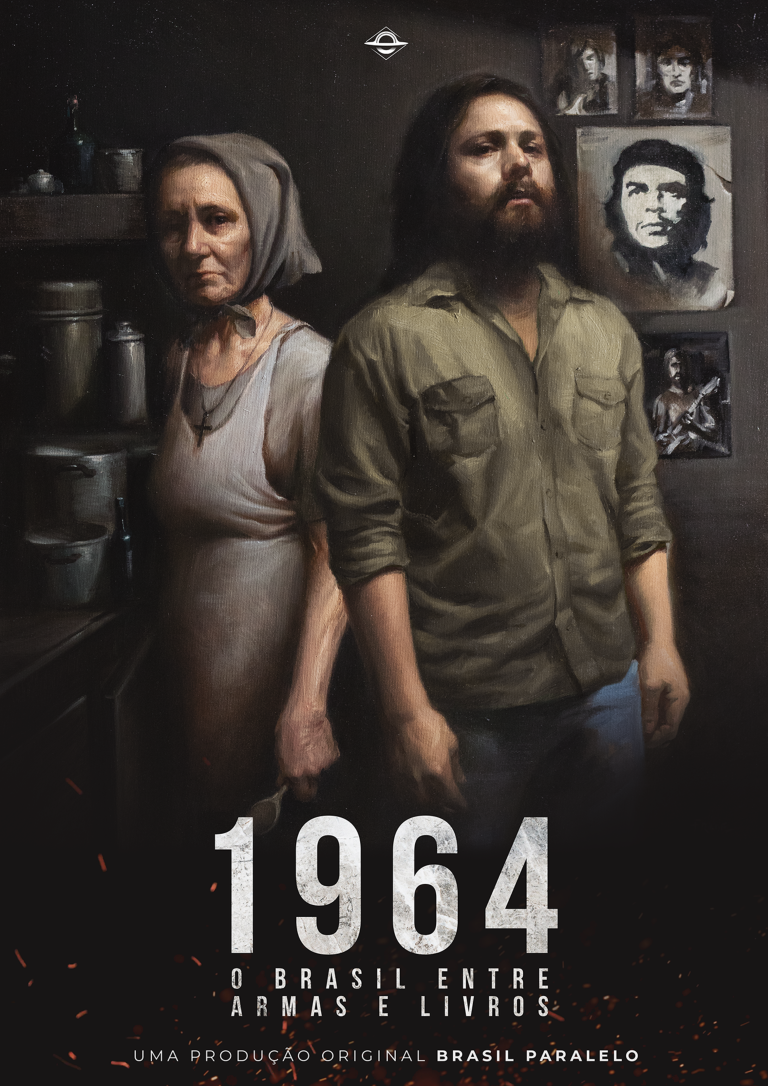
Historiadores consideram 1964: O Brasil entre Armas e Livros (capa) um exemplo de negacionismo e distorção da história da ditadura militar, apesar de a própria discordar.

A série Congresso Brasil Paralelo foi a primeira produção da empresa e foi feita a partir de depoimentos em vídeo de personalidades do conservadorismo brasileiros, como Hélio Beltrão, Olavo de Carvalho, Janaina Paschoal, Luiz Philippe de Orléans e Bragança, Luiz Felipe Pondé, Lobão, Rodrigo Constantino, Joice Hasselmann e Jair Bolsonaro. Sucedendo Congresso Brasil Paralelo, foram lançados os episódios de Brasil: A Última Cruzada entre 2017 e 2018. Uma análise do discurso do conteúdo apresentado no segundo capítulo da série constatou a divulgação de ideias milenaristas e teorias da conspiração, apresentando um conteúdo político-ideológico e revisionista disfarçado de histórico. A análise foi feita em junho de 2018 pelo professor de história Roldão Carvalho Pires e comunicadora social Mara Rovida, da Universidade de Sorocaba. Em 9 de dezembro de 2019, a série passou a ser exibida no canal de televisão estatal TV Escola.
Com estreia em 21 de agosto de 2018, O Teatro das Tesouras abordou bastidores de sete eleições presidenciais do Brasil após o fim da Ditadura Militar instaurada pelo golpe civil-militar de 1964. Intitulada em alusão ao lema do segundo governo de Dilma Rousseff ("Brasil: Pátria Educadora"), Pátria Educadora: A Trilogia fez críticas à educação no Brasil e a Paulo Freire em três episódios.
De 2019, o lançamento do documentário 1964: O Brasil entre Armas e Livros na rede de salas de cinema Cinemark foi cancelado em função de protestos contra a relativização da repressão e tortura do Estado durante a ditadura militar brasileira. O Cinemark afirma que a exibição foi um erro e não autoriza mídia partidária e eventos de cunho político. O historiador e professor de literatura comparada, João Cezar de Castro Rocha, no entanto, afirma, em sua coluna na revista Veja, que "o documentário não apoia a ditadura e condena explicitamente a tortura", embora também afirme que a premissa do filme "favorece a explicação de processos complexos por meio de teorias conspiratórias" e dá "amparo à política beligerante de Jair Bolsonaro". Rocha também comparou o papel da produtora na ascensão do Bolsonarismo à participação do Instituto de Pesquisas e Estudos Sociais no preparo do Golpe de Estado no Brasil em 1964.
No segundo semestre de 2020, lançou dois documentários. Os Donos da Verdade buscou defender falas de Abraham Weintraub por meio do argumento da liberdade de expressão, enquanto que 7 denúncias: as consequências do caso Covid-19 direcionou críticas à medida do distanciamento físico no combate à pandemia de COVID-19 e seus formuladores e disseminadores. As duas produções motivaram a observação de adesão pela Brasil Paralelo à "tropa de choque digital do presidente" Jair Bolsonaro, expressa pelo jornalista Fábio Zanini.
Em 2021, o grupo lançou o documentário Cortina de Fumaça, em que exalta o agronegócio brasileiro, critica ONGs ambientais, nega os dados atestados pela ciência sobre o desmatamento da Floresta Amazônica, classificando-o como alarmismo e acusa a antropologia de esquerda de instrumentalizar a questão indígena. Propondo-se a apresentar "uma visão inédita e destoante das narrativas enviesadas a que estamos acostumados", o filme se aproxima da retórica de direita, faz referências às ONGs ambientalistas como vilãs e as descreve como grandes corporações voltadas a montar esquemas de financiamento internacional e se beneficiar do orçamento brasileiro. Segundo o sócio Lucas Ferrugem a mensagem do filme é que "o meio ambiente brasileiro não está em risco" e que o Brasil "pode ser peça fundamental na paz do mundo" através de produção de alimentos. Ele também nega a existência do consenso científico sobre mudanças climáticas. A produção conta com comentários de personalidades como Alysson Paulinelli, Aldo Rebelo, Marcelo Xavier, presidente da Fundação Nacional do Índio, Damares Alves e Patrick Moore, fundador e ex-presidente do Greenpeace. Desde novembro de 2021, a peça está disponível em inglês.
A Brasil Paralelo produziu diversas séries de documentários, entre elas estão:
- Congresso Brasil Paralelo (2016)[59]
- Brasil: A Última Cruzada (2017)
- O Dia Depois da Eleição (2018)
- O Teatro das Tesouras (2018)
- Era Vargas: o crepúsculo de um ídolo (2018)
- 1964: O Brasil entre Armas e Livros (2019)[22]
- Pátria Educadora: A Trilogia (2020)
- 7 Denúncias: As Consequências do Caso Covid-19 (2020)[22]
- Os Donos da Verdade (2020)[22]
- O Fim das Nações (2020)
- Os 11 Supremos (2020)
- As Grandes Minorias (2020)
- Especial de Natal 2020 (2020)
- A Queda Argentina (2021)
- A Primeira Arte (2021)
- Cortina de Fumaça (2021)

## Gastos com publicidade
Uma pesquisa realizada na Biblioteca de Anúncios da rede social Facebook mostrou que a Brasil Paralelo, juntamente com a BP Select, que é sua plataforma de vídeos, gastou entre os meses de abril e maio de 2022 cerca de R$ 1,3 milhão em 3.789 anúncios nas redes sociais Facebook e Instagram, estabelecendo uma lista das 10 maiores anunciantes nessas redes e principalmente nos tópicos "temas sociais, eleições ou política"; a Brasil Paralelo lidera em gastos em 22 das 27 unidades federativas do país, perdendo em alguns estados apenas para políticos locais.
No dia 23 de junho de 2022, a Google publicou relatório de transparência, que reúne mais de 1,500 anúncios que circulam pela plataforma e sites que usam o Google AdSense nos últimos oito meses. A Brasil Paralelo gastou R$ 368 mil em 647 produtos na plataforma, se classificando como a entidade brasileira com maior gasto com propaganda política. O estado que mais recebeu as propagandas foi São Paulo. A Brasil Paralelo respondeu dizendo que não está vinculada a nenhum partido, portanto não se trata de propaganda política. Por isso, pediu para que o Google corrija o relatório. Em resposta, a Google afirma que aplica suas regras sem critérios políticos e que há processos de contestação para caso os clientes não concordem com a classificação dos anúncios.
Roseann Kennedy, colunista do Estadão, noticiou em outubro de 2023 que a produtora gastou cerca de R$ 9,8 mil para divulgar um documentário favorável a Javier Milei, então candidato à presidência na Argentina, sendo reproduzido cerca de 1,7 milhão de vezes.

## Crítica especializada
Historiadores criticaram a empresa pelo conteúdo negacionista e anti-intelectualista de suas produções, por distorcerem fatos históricos como a ditadura militar, a escravidão e a colonização do Brasil e disseminarem teorias conspiratórias e negacionistas promovidas por Olavo de Carvalho, Jair Bolsonaro e Ernesto Araújo. Especialistas apontaram também que o conteúdo dos vídeos tem cariz ciberativista e distorce o passado com o viés da direita política, especificamente da nova direita e do cristianismo, e classificaram o discurso de alguns documentários como milenarista e conspiracionista. As posições da Brasil Paralelo em relação à ditadura militar, tratando o golpe sofrido por João Goulart em 1964 como uma ameaça comunista, também são consideradas exageradas por quase a totalidade dos acadêmicos.
Paulo Pachá, professor de história medieval da Universidade Federal Fluminense, apontou que o documentário Brasil: A Última Cruzada tem ideologias da extrema-direita em publicação na Pacific Standard, declarando em uma parte: "Ao retratar a Idade Média europeia como o verdadeiro passado da nação, a extrema-direita brasileira branqueia tanto sua própria história verdadeira quanto a crueldade de sua prática política contínua, especialmente (mas não apenas) a persistência de racismo ativo, misoginia, homofobia e intolerância religiosa." Em texto na Agência Pública, escreve: "A primeira coisa é entender qual é o papel da Cruzada ou dessa nova Cruzada no pensamento da extrema-direita, que é semelhante no Brasil, na Europa, nos Estados Unidos e na Nova Zelândia. Isso vem aparecendo de maneira congruente, o que é um pouco assustador.
Em dezembro de 2019, o filósofo Paulo Ghiraldelli definiu a Brasil Paralelo como "a produtora de Olavo [de Carvalho]", ideólogo da nova direita brasileira, e disse que se tratava de aparelhamento ideológico. Também criticou a qualidade do conteúdo: "O nível é de terraplanismo para além, com direito a campanhas de antivacinação e a conversão da História do Brasil em disciplina sem pé nem cabeça."
Sobre a exibição na TV Escola da série Brasil: a última cruzada, a regional São Paulo da Associação Nacional de História (ANPUH-SP) emitiu nota conjunta com docentes e estudantes da Universidade de São Paulo, no qual classificou o material como "uma peça de propaganda ideológica de um grupo extremista", contendo "versões mentirosas e negacionistas da história", sem amparo na historiografia nacional e internacional.
Em maio de 2020, o Le Monde Diplomatique Brasil também classificou o material produzido como extrema-direita, dizendo: "Considerá-la como produtora de mitos evidencia não apenas os mecanismos de sua atuação, mas também a função que ela cumpre no arco maior de forças que são coligidas no pacto bolsonarista-olavista, do qual faz parte." O historiador Ítalo Nelli Borges apontou propaganda política no conteúdo da empresa: "Ao atuar fora dos ambientes educacionais institucionalizados, o Brasil Paralelo leva isto à risca com muita habilidade propagandística para o seu público alvo [...]".
Em 2021, a produtora negou apresentar qualquer ideologia política e afirma já ter criticado "absolutamente todos os grupos políticos da história do Brasil". Também explica que entrevista personalidades de esquerda, explicando: "As entrevistas são escassas, mas o que muitos podem não saber é que os autores considerados 'de esquerda' são lidos".

## Acusações de notícias falsas
Agências de checagem de fatos identificaram a transmissão de notícias falsas em dois vídeos lançados próximos às eleições presidenciais de 2018 sobre as urnas eletrônicas brasileiras.
Em outubro de 2018, durante as campanhas das eleições gerais, o grupo publicou um vídeo no YouTube. Um homem identificado como Hugo Cesar Hoeschl afirmou que "estudos internacionais indicam que a probabilidade de fraude na última eleição presidencial foi de 73,14%". Essa informação foi considerada falsa. O Tribunal Superior Eleitoral (TSE) emitiu uma nota desmentido o que foi informado no vídeo, onde afirmou que "não há registro [...] de que o autor do vídeo tenha participado de qualquer evento de auditoria e transparência, a exemplo dos testes públicos de segurança realizados pelo TSE e da apresentação dos códigos-fonte".
Ainda quando das campanhas de 2018, especialistas desmentiram a acusação da Brasil Paralelo de que houve fraude nas urnas das eleições de 2014 no Brasil. A acusação teve como base a Lei de Benford, porém, o Projeto Comprova checou a acusação e a desmentiu, apontando que a Lei de Benford por si só não é suficiente para provar irregularidades. Não obstante, o vídeo da Brasil Paralelo já contava aproximadamente dois milhões de visualizações na época em que a checagem foi publicada.
Em 2020, após denúncia do movimento Sleeping Giants, a produtora foi removida da plataforma de pagamentos Hotmart, perdendo uma de suas formas de monetização.
Em abril de 2021, a Brasil Paralelo publicou no Facebook que a Universidade de Oxford estaria considerando retirar "partituras clássicas de Beethoven, Mozart e Bach dos cursos de música por serem "muito coloniais". A publicação era acompanhada de uma imagem que sugeria que esses compositores seriam "cancelados". A agência de verificação de fatos Observador classificou o conteúdo como "enganador" e explicou que a Universidade de Oxford tem a intenção de oferecer uma "gama mais ampla de música não ocidental" a seus estudantes, mas não planeja retirar compositores clássicos europeus dos cursos.
Em agosto de 2021, a CPI da COVID-19 solicitou a quebra de sigilo bancário e telemático da Brasil Paralelo, da rádio Jovem Pan e de blogueiros e sites bolsonaristas. O objetivo é verificar se os veículos receberam dinheiro, público ou privado, para divulgar notícias falsas sobre a pandemia. Posteriormente, o ministro Gilmar Mendes restringiu o acesso aos dados bancários e fiscais da empresa, sob a justificativa de que o acesso a materiais de datas anteriores à pandemia extrapolariam os objetivos da comissão.
Em outubro de 2022, o TSE, por 4 votos a 3, mandou excluir vídeos da Brasil Paralelo criticando o ex-presidente Lula, pois seria "desordem informacional". Para Alexandre de Moraes, o conteúdo cairia em "duas novas modalidades de desinformação": a primeira seria "juntar a manipulação de premissas verdadeiras", e a segunda o uso de mídia para espalhar notícias falsas.

## Proximidade à mídia pró-governo Bolsonaro

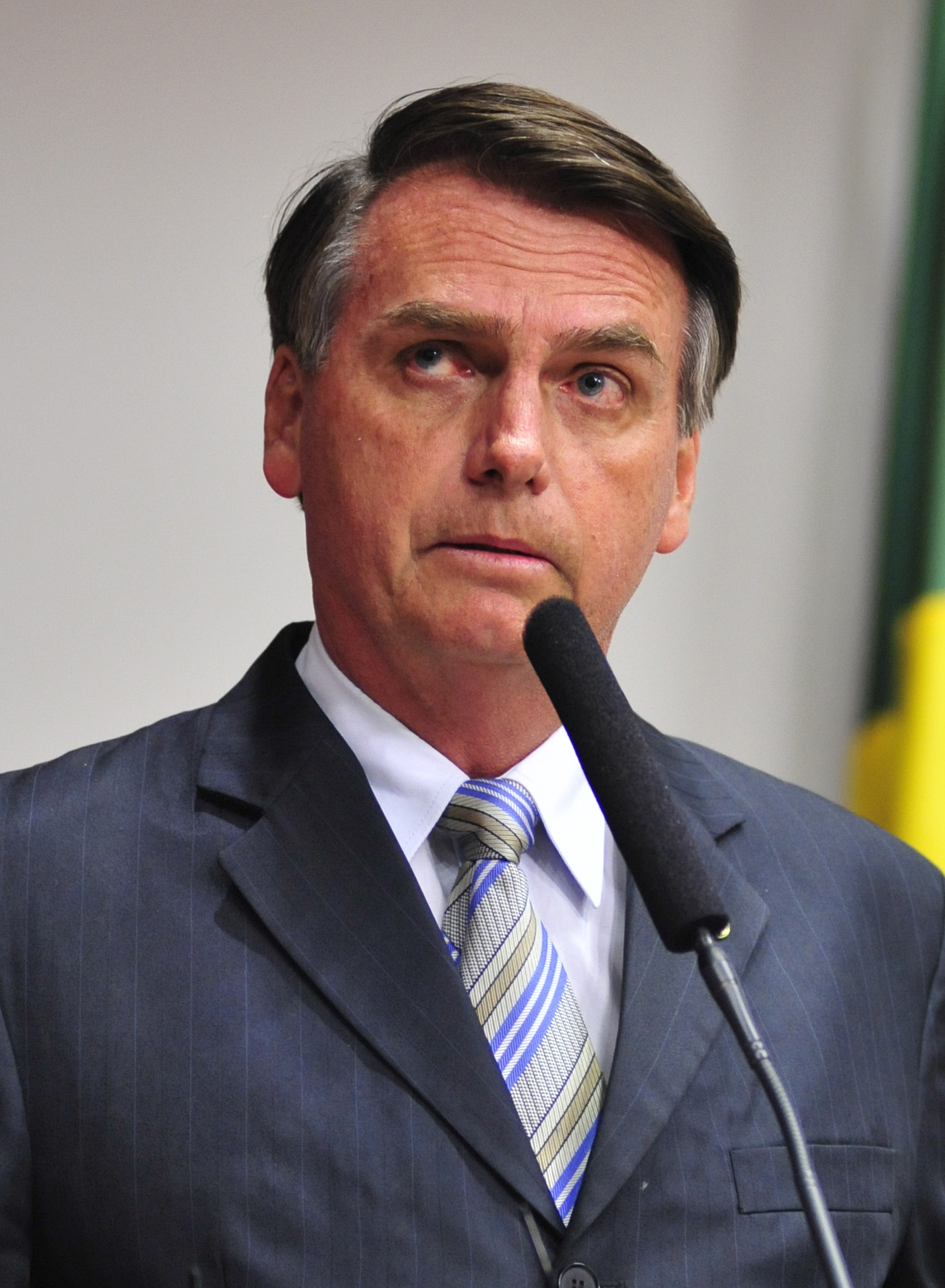
Em entrevista à revista Piauí, Henrique Viana, um dos fundadores da empresa, afirmou: "A gente costuma dizer que nós não somos bolsonaristas – o Bolsonaro é que é ‘paralelista’.”

Apesar de autodenominar-se mídia independente e desvinculada de partidos políticos, a Brasil Paralelo obteve acesso privilegiado na posse presidencial de Jair Bolsonaro e também à veiculação de uma de suas séries pelo canal estatal TV Escola durante o governo desse presidente, além de receber amplo apoio de Eduardo Bolsonaro através de sua conta no Facebook divulgando vídeos e planos de assinatura. De acordo com Henrique Viana, sócio da empresa, suas visões conservadoras, embora compartilhem da narrativa do governo em algumas questões, não são sempre coincidentes com a de Jair Bolsonaro.
Em janeiro de 2019, as condições de trânsito livre na posse do presidente Jair Bolsonaro foram concedidas à Brasil Paralelo, Terça Livre TV, Conexão Política, enquanto jornalistas de vários veículos relataram limitações ao trabalho de cobertura jornalística da posse, inclusive quanto à alimentação, banheiro e acesso a autoridades e fontes.
Em março de 2019, após ouvir especialistas, a Deutsche Welle noticiou o Brasil Paralelo ao lado de outros revisionistas históricos no artigo "O negacionismo histórico como arma política": "Teses deste revisionismo foram condensadas numa série de documentários produzidos por um canal simpático à extrema-direita e à linha de pensamento de Olavo de Carvalho no Youtube. Em seus vídeos, o grupo Brasil Paralelo alega querer apresentar uma História "livre de narrativas ideológicas", porém, segundo historiadores ouvidos pela DW Brasil, faz justamente o contrário ao não mencionar as fontes de onde vieram as informações citadas pelo narrador."
Em abril de 2019, a rede de cinema Cinemark retirou de cartaz 1964: O Brasil entre Armas e Livros dizendo que não se envolvem com "questões político-partidárias [...] não autorizamos em nossos complexos divulgação de mídia partidária tampouco eventos de cunho político [...] não apoiamos organizações políticas ou partidos." Houve manifestantes em rede social pedindo boicote à Cinemark. Escrevendo para a revista Piauí, Eduardo Escorel disse que uma das produções da Brasil Paralelo é propaganda política didática: "1964: O Brasil entre Armas e Livros não é propriamente um filme; parece mais uma versão atualizada das conferências feitas na época do cinema silencioso para financiar as incursões de exploradores e viajantes por terras distantes e exóticas."
Em maio de 2019, um monitoramento de perfis das redes sociais feito pela Agência Pública listou a Brasil Paralelo como "parte de sites alternativos de apoio ao governo Bolsonaro" ao lado do Terça Livre, Senso Incomum, Conexão Política, Reaçonaria e Renova Mídia. O monitoramento foi feito para entender como um grupo de 54 simpatizantes de Olavo de Carvalho tentam influenciar a agenda da educação do governo. Em 25 de junho de 2019, a empresa teve seu direito de resposta publicado pelo jornal O Globo, uma vez que foi concedido pela 6ª Vara Cível de Porto Alegre por causa da acusação de caráter difamatório presente em texto publicado pelo jornal no início daquele ano sobre o filme 1964 – O Brasil entre Armas e Livros produzido pela empresa.
No segundo semestre de 2020, lançou dois documentários. Os Donos da Verdade buscou defender falas de Abraham Weintraub por meio do argumento da liberdade de expressão, enquanto que 7 denúncias: as consequências do caso Covid-19 direcionou críticas à medida do distanciamento físico no combate à pandemia de COVID-19 e seus formuladores e disseminadores. As duas produções motivaram a observação de adesão pela Brasil Paralelo à "tropa de choque digital do presidente" Jair Bolsonaro, expressa pelo jornalista Fábio Zanini.
Em relação aos lançamentos de Os Donos da Verdade e 7 denúncias: as consequências do caso Covid-19, o jornalista Fábio Zanini criticou a menor qualidade da produção e a proximidade com as as ideias de Bolsonaro e comparou a produtora ao canal Terça Livre: "Desta vez, a produtora parece ter assumido seu papel na tropa de choque digital do presidente, talvez porque precise energizar sua base de assinantes. Poderia ser um documentário feito pelo canal Terça Livre, e não apenas pelo tom, mas também em razão da qualidade."
Em reportagem publicada em 28 de setembro de 2020, O Estado de S. Paulo define a empresa de "'Netflix' dos bolsonaristas". Na mesma reportagem, Lucas Ferrugem, sócio da empresa, declarou que a Brasil Paralelo não tem relação com Eduardo Bolsonaro nem com as pautas do governo, embora tenha simpatia por Bolsonaro e se sinta representado em algumas pautas. Em reportagem da revista Piauí de 27 de maio de 2021, Henrique Viana, sócio da empresa, explicou: "A gente costuma dizer que nós não somos bolsonaristas – o Bolsonaro é que é 'paralelista'".
Ao investigar sobre os documentários Cortina de fumaça e A esperança se chama liberdade, a Agência Pública mostrou que novamente o Brasil Paralelo se aproximou do governo Bolsonaro, e também recebeu investimento de um ruralista que apoiou em fiscalização contra uso de mão de obra escravizada. O Brasil Paralelo acabou por reportar informação falsa ao divulgar na própria plataforma as declarações da entrevista de Marcelo Xavier, o atual presidente da Funai. Na entrevista, Xavier alegou que são causadas poucas mortes indígenas em conflitos agrários, o que contradiz o levantamento da Comissão Pastoral da Terra (CPT), que registrou recorde de assassinatos de indígenas sob o governo Bolsonaro. O documentário também foi promovido no site da Funai com a manchete: "Documentário destaca importância do desenvolvimento sustentável para a autonomia indígena". Marcelo Xavier chamou o trailer do documentário de "emocionante" e usou o vídeo para legitimar os esforços da "Nova Funai". O documentário também foi divulgado por políticos governistas, como Eduardo Bolsonaro (PSL-SP) e Carla Zambelli (PSL). De acordo com fontes ouvidas pela Agência Pública, "a presença de fontes de diferentes governos e partidos é utilizada pelos produtores como prova de que o documentário une visões e ideologias distintas (...) porém, a narrativa é a mesma de bolsonaristas e ruralistas."
No inquérito iniciado para investigar a organização de atos antidemocráticos no STF foram encontradas anotações de 2019 do blogueiro Allan dos Santos, dono do portal Terça Livre, com diretrizes e estratégias que foram apontadas por Olavo de Carvalho para políticos e influenciadores bolsonaristas. Nas notas, Allan dos Santos listou "documentários da Brasil Paralelo" como uma das demandas a serem feitas para a Secretaria de Comunicação do Governo (Secom), mas até o momento, as investigações não avançaram.
Em agosto de 2021, a CPI da COVID-19 solicitou a quebra de sigilo bancário da Brasil Paralelo e de outros veículos bolsonaristas. Ao ser acusada de disseminar notícias falsas, a Brasil Paralelo se comparou ao veículo de mídia Jovem Pan e posteriormente solicitou a suspensão da quebra de sigilo financeiro. A justificativa do requerimento de quebra de sigilo acuso o grupo de ter influenciado "fortemente na radicalização política adotada pelo Palácio do Planalto, interferindo e influenciando ações políticas por meio da divulgação de informações falsas em redes sociais". O objetivo é verificar se os veículos receberam dinheiro, público ou privado, para divulgar notícias falsas sobre a pandemia.

## Ideologia no processo seletivo
A Brasil Paralelo se diz livre de "amarras ideológicas", porém, no processo seletivo, a empresa testa os posicionamentos dos candidatos com afirmações como "cientificamente falando, é impossível nascer homossexual", "Jesus é a verdade revelada e sobre isso não há discussão", "Não se pode confiar nas corporações para proteger voluntariamente o meio ambiente, elas precisam de regulação" ou "é um absurdo que em pleno século XXI a humanidade ainda não tenha se unido para salvar o meio ambiente", dentre outras. Os candidatos devem afirmar se concordam ou não com as afirmações.

## Críticas à Wikipédia

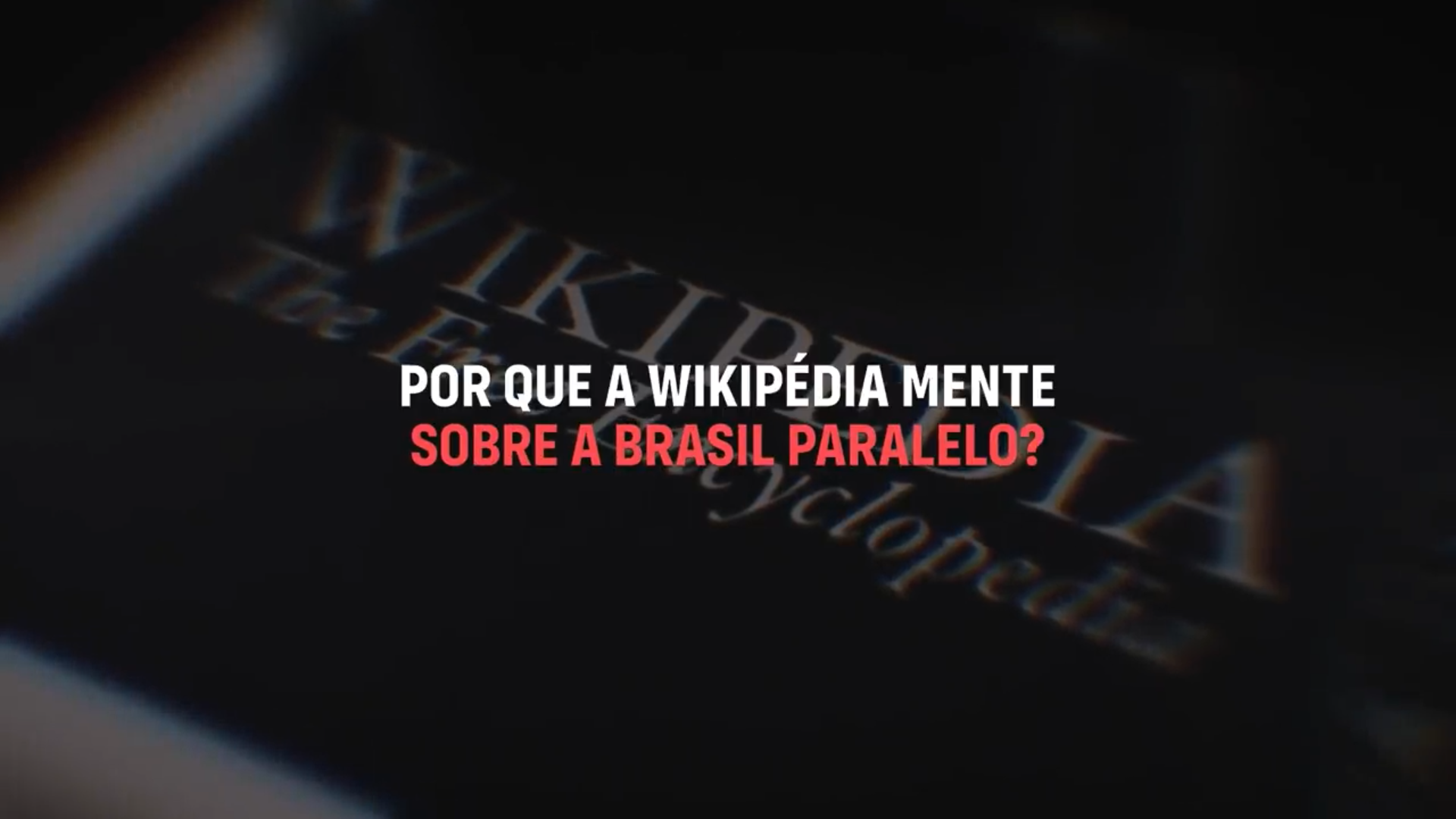
Quadro de vídeo veiculado no YouTube pela empresa criticando a Wikipédia pela forma como a descreve.

Em setembro de 2020, o advogado da empresa, identificado como "Fmdonadel", na Wikipédia em português, solicitou na página de discussão do verbete que o conteúdo fosse alterado e sugeriu substituir o conteúdo por uma versão fornecida por ele, já que entendia que o artigo trazia informações inverídicas e "escritas para denegrir a imagem da empresa". Segundo ele, a Brasil Paralelo é "absolutamente independente, apartidária, despida de viés ideológico". O verbete sobre a empresa estava protegido, isto é, contas recém-criadas estavam impedidas de editá-lo. Lucas Ferrugem, um dos fundadores da empresa, classificou o verbete como "absurdo e difamatório" e explicou que a produtora tentara colaborar na página da Wikipédia, mas "não podia mais editar, corrigir informações e submeter fontes novas" e que por isso seu escritório jurídico teria entrado em cena. Henrique Viana, outro fundador da empresa, declarou no Gazeta do Povo: "A página da Wikipédia sobre a Brasil Paralelo tornou-se um repositório de notícia falsa e narrativas ideológicas [...] Somos uma empresa de mídia, privada e 100% independente, orientada à busca da verdade e contrária à ideologização em produção de conteúdo".
Em 15 de fevereiro de 2021, a redação da produtora emitiu pronunciamento explicando não ser uma farsa, conforme propagado em diversos meios tanto jornalísticos como acadêmicos, criticou o verbete na Wikipédia sobre a empresa e rebateu críticas de professores de história, jornalistas e membros de partidos políticos. Na nota, a produtora rechaça as classificações de empresa de extrema-direita, anti-intelectualista, negacionista, ciberativista, milenarista e revisionista.
Em entrevista ao podcast Inteligência Ltda. um dos fundadores relata ter posteriormente entrado em contato com colaboradores da Wikipédia e uma consultoria para entender melhor as dinâmicas do site e que a partir de então teriam passado a fornecer informações descritivas e referências para alterar as informações lá contidas, que considerava inadequadas. Segundo os fundadores, os dados citados na Wikipédia geraram desconfianças e até mesmo dificuldades contratuais em serviços e contatos com entrevistados. Na entrevista, a empresa ainda relata que houve melhorias no artigo a partir da intervenção de um editor, que sequer seria de direita, e a empresa está mais bem retratada, mas o artigo ainda estaria "muito longe do ideal".
Em outubro de 2020 a produtora abriu um processo contra a Wikimedia Foundation por danos morais, além de requisitar informações sobre um editor. O processo foi arquivado em março de 2022 por desistência do autor.

## Parceria com a G10 Favelas
Em outubro de 2021, o Brasil Paralelo fechou uma parceria com a G10 Favelas, grupo que reúne as dez maiores comunidades do Brasil, para que os filmes fossem exibidos no cineclube. Além disso, foram distribuídas 500 bolsas para acesso ao conteúdo exclusivo do site, incluindo acesso ao BP Select e ao plano Escola da Família, que prepara os bolsistas para a vida familiar, desde o matrimônio até o cuidado com os filhos. A G10 Favelas foi importante para a mitigação da pandemia de COVID-19 nas comunidades, promovendo o distanciamento social e o uso de máscaras, algo que é negado pelos documentários do Brasil Paralelo. Gilson Rodrigues, presidente da associação, justifica a parceria dizendo que "quem tiver filmes melhores, a gente quer. Filmes ruins também. A gente quer tudo. A gente quer ter acesso a tudo para se informar". A primeira exibição ocorreu seguida de um debate. Atualmente, a G10 Favelas está atuando para atrair investimentos para as comunidades, que são chamadas pejorativamente de "mina de ouro". Por isso, foi criticado pela parceria com a produtora. Porém, Gilson se defende dizendo que a iniciativa nasceu por pedido de um morador. Também diz que não sabe quem é Olavo de Carvalho e que defende o uso de vacinas.

## Quebra contratual e acusação de terrorismo
Em 2022, Alexandre Sugamosto e Silva e Uriel Irigaray Araújo entraram com uma ação contra danos morais afirmando que um dos diretores do Brasil Paralelo os acusou de terrorismo. Também afirmam que seus cursos gravados sobre René Guénon, Frithjof Schuon e Julius Evola para a empresa nunca foram publicados, tipificando quebra de contrato. Eles pedem uma indenização de R$ 30 mil. O caso começou quando uma pessoa teria informado a empresa da ligação de ambos com entidades terroristas.
Alexandre e Uriel possuem ligações com o movimento Nova Resistência, que propaga os ideais de Alexandr Dugin, ideólogo de Vladimir Putin. Araújo traduz textos de Dugin, e Uriel já foi convidado por integrantes da Nova Resistência a dar uma palestra. Ambos já entrevistaram Dugin no YouTube no dia 23 de dezembro de 2020.
A defesa do Brasil Paralelo afirma que Alexandre e Uriel foram pagos para gravar o conteúdo, mas não há nenhuma obrigação contratual de publicá-lo. Afirma ainda que o material gravado não é compatível com o tema das produções da plataforma.

## Filme não-licenciado
Em 2023, o Brasil Paralelo anunciou o lançamento de um filme baseado em Cartas de um Diabo a Seu Aprendiz, do escritor britânico C. S. Lewis. Após a Revista Piauí questionar sobre o licenciamento em 17 de agosto do mesmo ano, a produtora passou a retirar menção ao escritor do material de marketing e a distribuidora Paris Filmes retirou o filme do calendário de lançamentos.

## 55chan e Nubank
Em junho de 2024 foi revelado que Konrad Scorciapino, um dos principais executivos da Brasil Paralelo, foi um dos fundadores do 55chan, um fórum anônimo de discussões online que ganhou notoriedade por abrigar conteúdo enquadrável como criminoso. Scorciapino era um engenheiros de software mais destacados da Nubank e responsável pelo aplicativo da fintech, tendo sido exposto em 2016 por uma publicação xenofóbica que havia feito nas redes sociais. Segundo o jornal The Intercept, a empresa teria atuado para acobertar o caso e o manteve no cargo por quase dois anos.

## From the River to the Sea
Em outubro de 2024, a Brasil Paralelo lançou em seu canal no YouTube e em sua plataforma de streaming o documentário intitulado From the River to the Sea, abordando o conflito Israel-Palestina e a Guerra Israel-Hamas em curso desde 2023. O jornalista Ivan Finotti criticou o documentário, dizendo que, apesar de no seu marketing, a organização insistir que se tratava de um documentário que abordaria o conflito de maneira imparcial, a produção possuía um viés fortemente pró-Israel. Finotti também sugere que o material poderia incitar a islamofobia e o racismo anti-árabe, se utilizando de teorias conspiratórias como a Grande Substituição, e promovendo a crença de que muçulmanos supostamente teriam um "plano para tomar o Ocidente".

### Artigos científicos
- Alcântara, Mauro Henrique Miranda de; Silva, Katiane da (2020). «A historia a la carte do Brasil Paralelo e o ensino de história: explicando em sala de aula a importância da pesquisa histórica». 6º Simpósio Eletrônico Internacional de Ensino de História. União da Vitória: LAPHIS - Laboratório de Aprendizagem Histórica - Universidade Estadual do Paraná
- Bonsanto, André (2021). «Narrativas "historiográfico-midiáticas" na era da pós-verdade: Brasil Paralelo e o revisionismo histórico para além das fake news». Liinc em Revista. 17 (1): –5631. ISSN 1808-3536. doi:10.18617/liinc.v17i1.5631
- Bonsanto, André (1 de julho de 2022). «Historicidades mediadas em disputa: o empreendimento político de Brasil Paralelo e a ditadura militar». Educação, Cultura e Comunicação. 13 (26). 18 páginas. ISSN 2177-5087
- Borges, Ítalo Nelli (2019). «O Paralelismo do Absurdo: 1964 – O Brasil entre Armas e Livros e seus Desserviços Históricos e Sociais». Revista Expedições: Teoria da História e Historiografia. 10 (2): 152–166. ISSN 2179-6386
- Brito, Karina Oliveira; Junior, Osvaldo Rodrigues (2021). «A cruzada "alternativa" da Brasil Paralelo: a história como instrumento da guerra cultural». Sæculum – Revista de História. 26 (45): 231–246. ISSN 2317-6725
- Buzalaf, Márcia Neme (2019). «A construção estereotipada do comunista na produção 1964 – o Brasil entre armas e livros» (PDF). In:  Pelegrinelli, André Luiz Marcondes; Molina, Ana Heloisa; Silva, Gustavo do Nascimento. Anais do VII Encontro Nacional de Estudos da Imagem [e do] IV Encontro Internacional de Estudos da Imagem. Londrina: Universidade Estadual de Londrina. pp. 34–42
- Carvalho, Roldão Pires; Rovida, Mara (2018). «Escravidão e racismo: Análise sobre uma das abordagens dos grupos conservadores-liberais». REGIT. 10 (2): 39–57. ISSN 2359-1145
- Carvalho, Roldão Pires; Rovida, Mara (2018). «Os Movimentos Milenaristas Modernos–Uma Análise Sobre o Discurso da Propaganda Ideológica» (PDF). XXIII Congresso de Ciências da Comunicação na Região Sudeste. Belo Horizonte: Intercom – Sociedade Brasileira de Estudos Interdisciplinares da Comunicação
- Carvalho, Roldão Pires; Rovida, Mara (2020). «A propaganda do ticket conservador-liberal – uma análise do potencial ideológico do discurso do ativismo de direita». Questões Transversais - Revista de Epistemologias da Comunicação. 8 (15): 36-43. ISSN 2318-6372
- Cleto, Murilo (2021). «A escravidão negra na obra da Brasil Paralelo» (PDF). 31º Simpósio Nacional de História. Rio de Janeiro: ANPUH. 14 páginas
- Dias, André Bonsanto (2019). «Um Brasil (em) Paralelo: as "verdades" da ditadura e sua historicidade mediada como um empreendimento político». XII Encontro Nacional de História da Mídia. Natal: UFRN. ISSN 2175-6945
- Finger, Vinícius (2021). «História, Mídia Digital e Anti-Ciência: a quimera narrativa do canal Brasil Paralelo». Historiæ. 12 (2): 83–104. ISSN 2238-5541
- Luiz, Isabella Ferreira (2020). «Negacionismo em rede: a negação da escravidão e da ditadura militar no Brasil ganhou a internet» (PDF). XVII Encontro Regional de História da ANPUH-PR. Maringá: ANPUH-PR / Universidade Estadual de Maringá
- Meneses, Sônia (2 de julho de 2021). «Os vendedores de verdades: o dizer verdadeiro e a sedução negacionista na cena pública como problema para o jornalismo e a história (2010-2020)». Revista Brasileira de História: 61–87. ISSN 0102-0188. doi:10.1590/1806-93472021v42n87-05
- Moraes, Everton de Oliveira; Cleto, Murilo Prado (10 de abril de 2023). «A última cruzada: tempo e historicidade na série da produtora Brasil Paralelo». Revista Tempo e Argumento (38): e0108. ISSN 2175-1803. doi:10.5965/2175180315382023e0108
- Paulo, Diego Martins Dória (2020). «Os mitos da Brasil Paralelo – uma face da extrema-direita brasileira (2016-2020)». REBELA - Revista Brasileira de Estudos Latino-Americanos. 10 (1): 101-110. ISSN 2237-339X
- Picoli, Bruno Antonio; Chitolina, Vanessa; Guimarães, Roberta (2020). «Revisionismo histórico e educação para a barbárie: a verdade da "Brasil Paralelo"». Revista UFG. 20. ISSN 2179-2925. doi:10.5216/revufg.v20.64896
- Rosa, Pablo Ornelas; Rezende, Rafael Alves; Martins, Victória Mariani de Vargas (11 de dezembro de 2018). «As consequências do etnocentrismo de Olavo de Carvalho na produção discursiva das novíssimas direitas conservadoras brasileiras». Revista NEP - Núcleo de Estudos Paranaenses da UFPR (2): 164–203. ISSN 2447-5548. doi:10.5380/nep.v4i2.63832. Consultado em 26 de março de 2021
- Rosa, Pablo Ornelas; Souza, Aknaton Toczek; Camargo, Giovane Matheus (20 de março de 2020). «O combate à "ideologia de Gênero" na era da pós-verdade: uma cibercartografia das fake news difundidas nas mídias digitais brasileiras». Revista Sinais (23): 128-154. ISSN 1981-3988. doi:10.25067/s.v2i23.29044. Consultado em 29 de maio de 2021
- Salgado, Julia; Ferreira Jorge, Mariana (2021). «Paralelismos em disputa: O papel da Brasil Paralelo na atual guerra cultural». Revista ECO-Pós (2): 726–738. ISSN 2175-8689. doi:10.29146/ecopos.v24i2.27797
- Salles, Débora; Medeiros, Priscila Muniz de; Santini, Rose Marie; Barros, Carlos Eduardo (2023). «The Far-Right Smokescreen: Environmental Conspiracy and Culture Wars on Brazilian YouTube». Social Media + Society. 9 (3): 1-22. ISSN 2056-3051. doi:10.1177/20563051231196876
- Santana, Elis Saraiva; Magalhães, Lívia Diana Rocha (2021). «Ditadura militar, memória, história pública e vídeos disponíveis na internet». Revista HISTEDBR On-line. 21: –021054. ISSN 1676-2584. doi:10.20396/rho.v21i00.8666492
- Santana, Elis Saraiva; Magalhães, Lívia Diana Rocha (2021). «A memória da ditadura militar em disputa em vídeos e comentários no YouTube». Revista Maracanan (28): 304–328. ISSN 2359-0092. doi:10.12957/revmar.2021.58655
- Santos, Caio; Michelotti, Andressa; Mendonça, Ricardo (2024). «"Cortina de Fumaça" - Negacionismo ambiental e imaginário colonial no YouTube». Revista Mídia e Cotidiano. 18 (1): 74–95. doi:10.22409/rmc.v18i1.59776
- Silveira, Marco Antonio (2022). «O historiador vai ao arquivo no mundo de oligarcas e fascistas». Ensaio Geral. 2: 11–19. ISSN 2764-1953
- Vasconcelos, Francisco Thiago Rocha (2021). «A "guerra cultural" neofascista no Brasil: entre o neoliberalismo e o nacional-bolchevismo». Revista de História da UEG. 10 (2): e022101. ISSN 2316-4379
- Felinto, Erick (22 de outubro de 2023). «"Nenhum Brasil Existe": Atmosferas Conspiratórias e Cosmovisão Reacionária nos Documentários da Brasil Paralelo». Significação: Revista de Cultura Audiovisual: 4. ISSN 2316-7114. doi:10.11606/issn.2316-7114.sig.2023.208380. Consultado em 20 de novembro de 2023
- Albuquerque, Bianca (30 de março de 2022). «A PRODUTORA BRASIL PARALELO NA GUERRA CULTURAL DA EXTREMA DIREITA "1964: O BRASIL ENTRE ARMAS E LIVROS"». INSTITUTO LATINO-AMERICANO DE ECONOMIA, SOCIEDADE E POLÍTICA (ILAESP): 28. Consultado em 20 de novembro de 2023

### Livros
- Clóvis Gruner; Murilo Cleto (2021),  Rodrigo Cássio Oliveira; Daniel Christino; Eliseu Vieira Machado Júnior, eds., «"Sete denúncias": guerra cultural e retórica antissistema no documentário da Brasil Paralelo sobre a pandemia» (PDF), ISBN 978-65-89504-64-1, Goiânia: Universidade Federal de Goiás, Covid -19 e a comunicação: 357-382, Wikidata Q112712384
- Rocha, João Cezar de Castro (2021). Guerra cultural e retórica do ódio. Goiânia: Editora e Livraria Caminhos. ISBN 9786589552024
- Santos, Mayara Aparecida Machado Balestro dos; Miranda, João Elter Borges, eds. (2020). Nova direita, bolsonarismo e fascismo: reflexões sobre o Brasil contemporâneo (e-book). Maringá: Texto e Contexto. ISBN 9786588461181

### Teses
- Bardini, Elvis Dieni (2017). A cibercultura da intolerância política, ou como a linguagem do ódio desconstrói a cidadania (Tese de Doutorado em Ciências da Linguagem). Tubarão: UNISUL
- Carvalho, Roldão Pires (2019). História, comunicação e ideologia: a propaganda do ticket conservador liberal (PDF) (Dissertação de Mestrado em Comunicação e Cultura). Sorocaba: UNISO
- Carvalho, Yuri Ferreira Mendes de (2021). Professor... e Adão e Eva? Os Desafios do Professor de História em seu compromisso ético e científico no século XXI (um estudo do Brasil Paralelo) (Dissertação de Mestrado Profissional em Ensino de História). São Paulo: UNIFESP
- Santos, Mayara Aparecida Machado Balestro dos (2021). Agenda conservadora, ultraliberalismo e “guerra cultural”: “Brasil paralelo” e a hegemonia das direitas no Brasil contemporâneo (2016-2020) (Dissertação de Mestrado em História). Marechal Cândido Rondon: Universidade Estadual do Oeste do Paraná

### Agências de checagem de fatos
- Estadão Verifica (10 de outubro de 2018). «Vídeo com suspeitas sobre eleições de 2014 usou lei matemática que não prova fraude». Estadão Verifica. Cópia arquivada em 15 de abril de 2020
- Pinheiro, Victor (12 de maio de 2021). «Vídeo viral espalha informações fora de contexto sobre compras de Estados e municípios na pandemia». Estadão Verifica. Consultado em 28 de maio de 2021
- Cipriano, Rita (26 de abril de 2021). «Fact Check. Universidade de Oxford pondera retirar Bach e Mozart dos programas por serem "muito coloniais"?». Observador. Consultado em 28 de maio de 2021
- Barbosa, Bernando; Fávero, Bruno; Ely, Débro; Barbosa, João (4 de fevereiro de 2021). «Pressionados por redes sociais, bolsonaristas levam desinformação ao Telegram e quintuplicam audiência no app em um mês». aosfatos.org. Aos Fatos. Consultado em 3 de março de 2021
- Mazza, Luigi (27 de maio de 2021). «No Facebook, Brasil Paralelo é recordista de gastos com propaganda política». revista piauí. Consultado em 28 de maio de 2021
- Menezes, Luiz Fernando (1 de janeiro de 2019). «Site engana ao dizer que não há restrições a jornalistas na posse de Bolsonaro». Aos Fatos. Consultado em 10 de outubro de 2020
- Neher, Clarissa (3 de abril de 2019). «O negacionismo histórico como arma política». DW. Consultado em 7 de novembro de 2020
- Escorel, Eduardo (2019b). «A direita na tel». Piauí. Folha. Consultado em 11 de dezembro de 2020

### Imprensa
- Alfano, Bruno; Eller, Johanns (16 de dezembro de 2019). «Criticada por Bolsonaro por ser 'de esquerda', TV Escola exibiu documentário com Olavo de Carvalho». O Globo. Consultado em 30 de outubro de 2020
- Angelo, Tiago (3 de setembro de 2021). «Gilmar Mendes suspende quebra de sigilo da produtora Brasil Paralelo». Poder360. Consultado em 21 de novembro de 2021
- Baggenstoss, Grazielly Alessandra; Pianta, Lucas Tubino (2019). «Para que(m) serve o nosso conhecimento?». Carta Capital. Cópia arquivada em 18 de abril de 2019
- Balloussier (8 de abril de 2019). «Análise: Com Olavo em dose dupla, direita ganha nova batalha cultural». Folha de S.Paulo. Cópia arquivada em 9 de abril de 2019
- Bazzan, Alexandre (28 de setembro de 2020). «'Netflix' dos bolsonaristas gastou R$ 328 mil em anúncios de Facebook e Instagram». Estadão. Consultado em 27 de fevereiro de 2021
- Calmon, Matheus (24 de agosto de 2021). «Professor da UFBA é ameaçado por empresa que teve quebra de sigilo na CPI da Covid». A Tarde. UOL. Consultado em 21 de setembro de 2021
- Costa, Ana Clara (setembro de 2021). «Distanciamento social». Revista Piauí, n. 180. Consultado em 22 de janeiro de 2022
- Desideri, Leonardo (18 de setembro de 2020). «Brasil Paralelo quer 1 milhão de membros até 2022 e mira entretenimento». Gazeta do Povo. Consultado em 24 de fevereiro de 2021
- Estadão Conteúdo (10 de dezembro de 2019). «TV ligada ao MEC exibirá série histórica com Olavo de Carvalho». O Dia. Consultado em 30 de outubro de 2020
- Estadão Conteúdo (10 de agosto de 2021). «Gilmar atende CPI e mantém quebra de sigilo da Brasil Paralelo». Estado de Minas. Consultado em 17 de agosto de 2021
- Filho, João (1 de março de 2020). «Todos nessa foto prometeram jamais receber dinheiro do governo. A maioria recebeu.». The Intercept. Consultado em 28 de maio de 2020. Cópia arquivada em 1 de março de 2020
- Fucs, José (2017). «Política Estadão - A maquina barulhenta da direita na internet». O Estado de S. Paulo. Consultado em 14 de setembro de 2018. Arquivado do original em 26 de março de 2017
- Fuzeira, Victor (3 de agosto de 2021). «CPI aprova quebra de sigilo de blogs e sites acusados de disseminar fake news». Consultado em 17 de agosto de 2021
- Gazeta do Povo. «Brasil Paralelo lança em inglês documentário que questiona narrativas sobre a Amazônia». Gazeta do Povo. Consultado em 16 de novembro de 2021
- Gonçalves, Talita (2016). «Meio Desligado – Congresso Brasil Paralelo: a direita acordou». Gazeta do Triângulo. Cópia arquivada em 12 de junho de 2018
- Ghiraldelli, Paulo (13 de dezembro de 2019). «Petista faz auê, bolsominion é perturbado». ISTOÉ Independente. Consultado em 8 de março de 2021
- Gruner, Clóvis; Cleto, Murilo (23 de julho de 2020). «"Sete denúncias" sobre a Covid-19 e o sequestro da ciência». Jornal Plural. Plural Curitiba. Consultado em 25 de março de 2021
- Lazzeri, Thais (26 de janeiro de 2022). «Filme negacionista sobre meio ambiente no Brasil é um dos dez vídeos mais postados no Telegram». InfoAmazonia. Consultado em 30 de agosto de 2024. Cópia arquivada em 15 de abril de 2024
- Lopes, Reinaldo José (2017). «Olavo de Carvalho afunda série do Brasil Paralelo». Folha de S.Paulo. Cópia arquivada em 5 de janeiro de 2018
- Oliveira, Geovana (21 de agosto de 2021). «Professor de história e aluna de mestrado são ameaçadas com processo por 'Netflix da Direita'». Metro1. Consultado em 21 de agosto de 2021
- Redação Revista Forum (9 de dezembro de 2019). «Bolsonaro inicia doutrinação ideológica com programa de Olavo de Carvalho na TV Escola». Revista Fórum. Consultado em 13 de março de 2021
- Saldaña, Paulo (9 de dezembro de 2019). «TV ligada ao MEC vai exibir série sobre história com visão de direita». Folha de S.Paulo. Cópia arquivada em 29 de dezembro de 2019
- Sayuri, Juliana (9 de setembro de 2020). «Brasil Paralelo faz 'guerra de edições' e disputa narrativas na Wikipédia». tab.uol.com.br. Consultado em 20 de setembro de 2020
- Silva, Cedê (9 de dezembro de 2019). «Exclusivo: contrato da TV Escola com Brasil Paralelo é de três anos». O Antagonista. Consultado em 27 de setembro de 2020
- Meireles, Maurício; Menon, Isabella; Zanini, Fábio (8 de agosto de 2019). «Como uma produtora virou uma das principais difusoras de ideias de direita no país». Folha de S.Paulo. Cópia arquivada em 20 de dezembro de 2019
- Mota, Marina; Couto, Marlen; Rocha, Gessyca (6 de outubro de 2018). «Mensagens com conteúdo #FAKE sobre fraude em urnas eletrônicas se espalham nas redes». O Globo - Fato ou Fake. Cópia arquivada em 25 de outubro de 2018
- Neher, Clarissa (28 de março de 2019). «"Nazismo de esquerda": o absurdo virou discurso oficial em Brasília». Deutsche Welle Brasil. Cópia arquivada em 28 de março de 2020
- Nicolazzi, Fernando (23 de março de 2019). «A história da ditadura contada pelo Brasil Paralelo». Sul 21. Cópia arquivada em 1 de abril de 2019
- Nicolazzi, Fernando (7 de abril de 2019). «2019 – O Brasil Paralelo entre o passado histórico e a picanha de papelão». Sul 21. Cópia arquivada em 8 de abril de 2019
- Nicolazzi, Fernando (17 de janeiro de 2020). «Brasil Paralelo, uma empresa colaboracionista». Sul 21. Cópia arquivada em 18 de janeiro de 2020
- Pachá, Paulo (18 de fevereiro de 2019). «Why The Brazilian Far Right Loves The European Middle Ages». PSMagazine. Consultado em 6 de novembro de 2020
- Paulo, Diego Martins Doria (18 de maio de 2020). «Os mitos da Brasil Paralelo - Le Monde Diplomatique Brasil». diplomatique.org.br. Le Monde Diplomatique Brasil. Consultado em 7 de novembro de 2020
- Rute Pina (31 de agosto de 2022), «Feminismo: Google mostra anúncio que deturpa conceito como 1º resultado», São Paulo: Universo Online, Universo Online, Wikidata Q113667282
- Ratier, Rodrigo (16 de dezembro de 2019). «TV ligada ao MEC traz História preconceituosa, diz especialista». UOL. Cópia arquivada em 23 de abril de 2020
- Rocha, Joao Cezar de Castro (12 de abril de 2019). «Retórica de guerra». VEJA. Consultado em 8 de março de 2021
- Rudnitzki, Ethel; Oliveira, Rafael (30 de abril de 2019). «Deus vult: uma velha expressão na boca da extrema direita». Agência Pública. Consultado em 7 de novembro de 2020. Cópia arquivada em 7 de novembro de 2020
- Rudnitzki, Ethel; Oliveira, Rafael (2019b). «Produtoras de cinema embarcam em "guerra cultural" de Olavo e ganham apoio». Agência Pública. Exame. Consultado em 7 de novembro de 2020. Cópia arquivada em 7 de novembro de 2020
- Rudnitzki, Ethel; Oliveira, Rafel; Fonseca, Bruno (7 de maio de 2019). «O que os olavistas querem do Ministério da Educação». Agência Pública. Consultado em 7 de novembro de 2020. Cópia arquivada em 7 de novembro de 2020
- Rudnitzki, Ethel; Scofield, Laura; Oliveira, Rafael (29 de julho de 2021). «A boiada invade a tela». Agência Pública. Consultado em 29 de julho de 2021
- Rudnitzki, Ethel; Scofield, Laura; Oliveira, Rafael (2021b). «Produtora negacionista faz filmes sobre realidade paralela». Jornal Toda Palavra. Pública. Consultado em 16 de novembro de 2021
- Vieira, Isadora Muniz (9 de outubro de 2019). «Historiadoras/es e o paralelismo charlatão». HH Magazine: humanidades em rede. Cópia arquivada em 16 de maio de 2020
- Zanini, Fabio (12 de agosto de 2019). «Produtora Brasil Paralelo revisa a história em filmes e livros com visão de direita». Folha de S.Paulo. Consultado em 3 de julho de 2021. Cópia arquivada em 13 de dezembro de 2019
- Zanini, Fabio (5 de abril de 2020). «Opinião: Trilogia sobre educação mostra nova trincheira do bolsonarismo contra esquerda»
- Zanini, Fabio (2020b). «Documentário conservador critica combate à Covid e poupa Bolsonaro». Saída pela direita. Consultado em 8 de março de 2021
- Zanini, Fabio (29 de maio de 2021). «Produtora Brasil Paralelo vive crescimento meteórico e quer ser 'Netflix da direita'». Folha de S.Paulo. Consultado em 29 de maio de 2021
- Zanini, Fábio (17 de junho de 2021). «Novo filme da Brasil Paralelo mostra o contra-ataque da direita na questão ambiental». Saída pela direita. 2021b. Consultado em 23 de julho de 2021

### Vídeos
- ANPUH (2021). Uma História Negada? Conversa com historiadoras e historiadores sobre o Brasil Paralelo – via Youtube
- Lopes, Reinaldo José (2017). Brasil Paralelo: Erros bizarros e alguns acertos no ep. 1 – via Youtube
- Nicolazzi, Fernando (2019). O Brasil Paralelo produz História?. Historiar-se  – via Youtube
- Nicolazzi, Fernando (2020). O século XIX redivivo: usos do passado e disputas no presente nas histórias da Brasil Paralelo. Núcleo de Pesquisas sobre Teoria da História e História da Historiografia/UFRRJ  – via Youtube
- Nicolazzi, Fernando (2022). Brasil Paralelo produz História? (Parte II). Historiar-se  – via Youtube
- Sena Júnior, Carlos Zacarias Figueirôa de; Pereira, Eduardo Ferreira Da Silva; Santos, Mayara Aparecida Machado Balestro Dos; Moreira, Ana Ester Maria Melo (2021). Extrema Direita, Guerra Cultural E Hegemonia: Um Brasil Paralelo Visita A História. TV UFBA/Congresso UFBA 75 anos  – via Youtube
- Villaça, Pablo (2019). 1964: Brasil - Entre Armas e Livros - Comentários – via Youtube

### Outros
- ANPUH (13 de dezembro de 2019). «ANPUH-SP apoia nota de alerta». anpuh.org.br. Associação Nacional de História - São Paulo. Consultado em 20 de março de 2021
- Avila, Arthur de Lima (29 de abril de 2019). «Qual passado usar? A historiografia diante dos negacionismos». Café História. Cópia arquivada em 4 de maio de 2020
- Cinemark (2 de abril de 2019). «Cinemark emite nota de esclarecimento após exibição de filme sobre 1964». Correio Braziliense. Consultado em 11 de dezembro de 2020
- Funai (15 de junho de 2021). «Documentário destaca importância do desenvolvimento sustentável para a autonomia indígena». Fundação Nacional do Índio. Consultado em 23 de julho de 2021. Cópia arquivada em 15 de junho de 2021
- Veber, Luiza (24 de março de 2017). «Evento apresentou projeções políticas e econômicas para o ano de 2017 - Assembleia Legislativa do Estado do Rio Grande do Sul». Consultado em 15 de abril de 2017. Cópia arquivada em 16 de abril de 2017
- Receita Federal (29 de maio de 2021). «Emissão de Comprovante de Inscrição e de Situação Cadastral». servicos.receita.fazenda.gov.br. Consultado em 29 de maio de 2021

### Publicações oficiais da empresa
- Brasil Paralelo (2016). «Série Congresso Brasil Paralelo». site.brasilparalelo.com.br. Consultado em 23 de fevereiro de 2021
- Brasil Paralelo (2016b). «Brasil Paralelo». Consultado em 10 de abril de 2017. Arquivado do original em 21 de dezembro de 2016
- Brasil Paralelo (2016c). «Brasil Paralelo: O Brasil que a TV não mostra.». Congresso Brasil Paralelo. Arquivado do original em 14 de setembro de 2018
- Brasil Paralelo (2017). «O que é o Congresso Brasil Paralelo?». congressobrasilparalelo.com.br. Consultado em 9 de junho de 2017 [ligação inativa]
- Brasil Paralelo (25 de junho de 2019). «Direito de Resposta Brasil Paralelo». O Globo. Cópia arquivada em 19 de março de 2020
- Brasil Paralelo (2020b). «Trilogia Pátria Educadora»
- Brasil Paralelo (2021b). «Séries Brasil Paralelo». site.brasilparalelo.com.br. Consultado em 23 de fevereiro de 2021
- Brasil Paralelo (3 de fevereiro de 2021). «Página oficial da empresa». site.brasilparalelo.com.br. Consultado em 23 de fevereiro de 2021. Razão Social: LHT HIGGS Produções Audiovisuais LTDA
- Redação Brasil Paralelo (15 de fevereiro de 2021). «A Brasil Paralelo é uma farsa? A descrição na Wikipédia diz que sim». Brasil Paralelo. Consultado em 2 de março de 2021
- Canal YouTube da Brasil Paralelo. «Brasil Paralelo - YouTube». www.youtube.com. Consultado em 23 de março de 2021
- Brasil Paralelo (21 de fevereiro de 2021). Por que a Wikipédia mente sobre a Brasil Paralelo?. 2021b. Youtube. Consultado em 27 de fevereiro de 2021
- Cortes do Inteligência (21 de outubro de 2021). Ataques da esquerda através da Wikipédia - Brasil Paralelo – via Youtube
- Valerim, Felipe (19 de julho de 2018). «Brasil Paralelo: em entrevista exclusiva, conheça a origem dos documentários que fazem sucesso na Internet». Boletim da Liberdade. Consultado em 7 de novembro de 2020